# Elecciones municipales de 2019 en Zamora
Las elecciones municipales de 2019 se celebraron en Zamora el domingo 26 de mayo, de acuerdo con el Real Decreto de convocatoria de elecciones locales en España dispuesto el 1 de abril de 2019 y publicado en el Boletín Oficial del Estado el día 2 de abril. Se eligieron los 25 concejales del pleno del Ayuntamiento de Zamora, a través de un sistema proporcional (método d'Hondt), con listas cerradas y un umbral electoral del 5 %.

## Candidaturas
En abril de 2019 se publicaron 10 candidaturas, Izquierda Unida con el alcalde saliente, Francisco Guarido a la cabeza; el Partido Popular con María Teresa Martín Pozo a la cabeza; el PSOE con Antidio Fagundez Campo a la cabeza, Ciudadanos-Partido de la Ciudadanía con Francisco José Requejo en cabeza; Ahora Decide con Manuel Fuentes López en cabeza; Podemos con Fernando José Martos Parra en cabeza; Partido Regionalista del País Leonés con Francisco Iglesias Carreño en cabeza; Vox con Carlos Javier Pérez Baz en cabeza; Unión del Pueblo Leonés con Gustavo Adolfo Rubio Pérez a la cabeza y Por Zamora con Ángel Macias Salvador en cabeza.

## Resultados
Tras las elecciones, Izquierda Unida se proclamó vencedor al conseguir la mayoría absoluta del consistorio con 14 concejales, seis más que en la anterior legislatura; el Partido Popular que fue el gran vencido al conseguir  seis escaños, cuatro menos que en la anterior legislatura; el PSOE se hizo con tres escaños en el hemiciclo, dos menos que en la anterior legislatura y Ciudadanos que mantuvo sus dos escaños anteriores.
Los resultados completos correspondientes al escrutinio definitivo se detallan a continuación:
| Candidatura                          | Candidatura                              | Votos  | %                                       | Escaños                                 |
| ------------------------------------ | ---------------------------------------- | ------ | --------------------------------------- | --------------------------------------- |
|                                      | Izquierda Unida (IU)                     | 16 038 | 48,08                                   | 14                                      |
|                                      | Partido Popular (PP)                     | 6834   | 20,49                                   | 6                                       |
|                                      | Partido Socialista Obrero Español (PSOE) | 3918   | 11,74                                   | 3                                       |
|                                      | Ciudadanos-Partido de la Ciudadanía      | 2726   | 8,17                                    | 2                                       |
|                                      |                                          |        |                                         |                                         |
| Vox                                  | Vox                                      | 1481   | 4,44                                    | 0                                       |
| Por Zamora                           | Por Zamora                               | 1124   | 3,37                                    | 0                                       |
| Ahora Decide                         | Ahora Decide                             | 553    | 1,66                                    | 0                                       |
| Podemos                              | Podemos                                  | 311    | 0,93                                    | 0                                       |
| Unión del Pueblo Leonés              | Unión del Pueblo Leonés                  | 78     | 0,23                                    | 0                                       |
| Partido Regionalista del País Leonés | Partido Regionalista del País Leonés     | 33     | 0,10                                    | 0                                       |
| Votos en blanco                      | Votos en blanco                          | 264    | 0,80                                    | n/a                                     |
| Votos válidos                        | Votos válidos                            | 33 360 | 100,00                                  | 25                                      |
| Votos nulos                          | Votos nulos                              | 206    | Participación: · \| \| 65,50 % \| 3,69% | Participación: · \| \| 65,50 % \| 3,69% |
| Votantes                             | Votantes                                 | 33 566 | Participación: · \| \| 65,50 % \| 3,69% | Participación: · \| \| 65,50 % \| 3,69% |
| Electores                            | Electores                                | 51 251 | Participación: · \| \| 65,50 % \| 3,69% | Participación: · \| \| 65,50 % \| 3,69% |
|                                      | 65,50 %                                  |        |                                         |                                         |

## Concejales electos
| N.º | Nombre                               | Lista | Lista |
| --- | ------------------------------------ | ----- | ----- |
| 1   | Francisco Guarido Viñuela            |       | IU    |
| 2   | Miguel Ángel Viñas Garcí             |       | IU    |
| 3   | María Teresa Martín Pozo             |       | PP    |
| 4   | Laura Rivera Carnicero               |       | IU    |
| 5   | María Eugenia Cabezas Carreras       |       | IU    |
| 6   | María Auxiliadora Fernández López    |       | PSOE  |
| 7   | Jesús María Prada Saavedra           |       | PP    |
| 8   | Christoph Karl Abert Kaspar Strieder |       | IU    |
| 9   | Francisco José Requejo Rodríguez     |       | Cs    |
| 10  | Manuel Alonso Escribano              |       | IU    |
| 11  | Romualdo Fernández Gómez             |       | IU    |
| 12  | Rosa García Álvarez                  |       | PP    |
| 13  | María Concepción Rosales de Miguel   |       | IU    |
| 14  | Irene Queipo Urbieta                 |       | PSOE  |
| 15  | María Inmaculada Lucas Baraja        |       | IU    |
| 16  | Víctor López de la Parte             |       | PP    |
| 17  | Sergio López García                  |       | IU    |
| 18  | Diego Bernardo Rosas                 |       | IU    |
| 19  | David Ángel Hernández Bernal         |       | PP    |
| 20  | María Cruz Lucas Crespo              |       | Cs    |
| 21  | Pablo Novo Espiñeira                 |       | IU    |
| 22  | David Gago Ruiz                      |       | PSOE  |
| 23  | María del Carmen Turiel Gago         |       | IU    |
| 24  | María del Carmen Álvarez Modroño     |       | IU    |
| 25  | María Esperanza Saavedra Gutiérrez   |       | PP    |